# 大井村 (京都府)
大井村（おおいむら）は、京都府南桑田郡にあった村。現在の亀岡市大井町各町にあたる。

## 地理
- 河川：桂川、犬飼川

## 歴史
- 1889年（明治22年）4月1日 - 町村制の施行により、並河村・土田村・小金岐村・南金岐村・北金岐村の区域をもって発足。
- 1955年（昭和30年）1月1日 - 亀岡町・東別院村・西別院村・曽我部村・吉川村・薭田野村・本梅村・畑野村・宮前村・千代川村・馬路村・旭村・千歳村・河原林村・保津村と合併して亀岡市が発足。同日大井村廃止。

## 交通

### 鉄道路線
- 日本国有鉄道
  - 山陰本線
    - 並河駅

### 道路
- 国道9号

現在は旧村域に京都縦貫自動車道の大井インターチェンジが所在するが、当時は未開通。